# Rosario Pallares Zaldumbide
Rosario Pallares Zaldumbide (Quito, 19 de septiembre de 1911 - Quito, 5 de julio de 1999), fue la esposa del presidente ecuatoriano Galo Plaza Lasso, y como tal reconocida como Primera dama de la nación, cargo que ejerció entre el 1 de septiembre de 1948 y el 31 de agosto de 1952.
Fue hija legítima de Luis Antonio Pallares García y su segunda esposa, Luz Zaldumbide y Gómez de la Torre, siendo la quinta de ocho hermanos en total. El 7 de marzo de 1933 contrajo matrimonio con Galo Plaza Lasso, con quien tendría seis hijos, cinco mujeres y un varón:
- Elsa Plaza Pallares, casada con Ricardo Crespo Zaldumbide. Con descendencia.
- Luz Avelina Plaza Pallares, casada con Manuel Polanco, Con descendencia.
- Rosario Plaza Pallares, casada con Patricio Álvarez Drouet. Con descendencia.
- Galo Plaza Pallares, casado con María del Rosario Gómez de la Torre y Arteta. Con descendencia.
- Marcela Plaza Pallares, casada con Mario Zambrano Iturralde. Con descendencia.
- Diana Margarita Plaza Pallares, casada con Álvaro Ponce Almeida. Con descendencia.

Destacó como primera dama de Ecuador cuando acompañó a su esposo en la visita de Estado que realizaron a Estados Unidos en 1951, donde fueron recibidos por el presidente Harry S. Truman. En el viaje también fueron acompañados por sus dos hijas mayores, Elsa y Luz Avelina.